# العجز الكبير (فلم)
ذا بيج شورت أو العجز الكبير (بالإنجليزية: The Big Short) هو فيلم درامي مالي تم إنتاجه في الولايات المتحدة وصدر في سنة 2015. الفيلم من إخراج آدم مكاي ومن بطولة كريستيان بيل وستيف كارل ورايان غوسلينغ وبراد بيت.

## القصة
يحكي عن قصه حقيقيه في عام 2007، حيث تم التنبؤ عن انهيار الرهن العقاري، وكيف تمكن مدير استثماري من التنبؤ بانهيار سوق العقار والرهن العقاري في الولايات المتحدة بعد إعادة دراسة السوق وكيف قام باستغلال اكتشافه بتعظيم محفظته الاستثمارية والتحديات التي واجهها في ظل تأكيد المصارف وشركات التقييم بأن السوق متين ولا يوجد أي بوادر انهيار.

## الميزانية والإيرادات
بلغت تكلفة إنتاج الفيلم حوالي 28 مليون دولار بينما حقق إيرادات تقدر بـ 75.3 مليون دولار.

## وصلات خارجية
- مقالات تستعمل روابط فنية بلا صلة مع ويكي بيانات